# Mélecey
Mélecey és un municipi francès situat al departament de l'Alt Saona i a la regió de Borgonya - Franc Comtat. L'any 2007 tenia 176 habitants.

## Demografia

### Població
El 2007 la població de fet de Mélecey era de 176 persones. Hi havia 73 famílies, de les quals 24 eren unipersonals (16 homes vivint sols i 8 dones vivint soles), 33 parelles sense fills, 12 parelles amb fills i 4 famílies monoparentals amb fills.
La població ha evolucionat segons el següent gràfic:
Habitants censats

### Habitatges
El 2007 hi havia 93 habitatges, 77 eren l'habitatge principal de la família, 11 eren segones residències i 5 estaven desocupats. 83 eren cases i 10 eren apartaments. Dels 77 habitatges principals, 52 estaven ocupats pels seus propietaris, 24 estaven llogats i ocupats pels llogaters i 1 estava cedit a títol gratuït; 6 tenien dues cambres, 9 en tenien tres, 19 en tenien quatre i 43 en tenien cinc o més. 62 habitatges disposaven pel capbaix d'una plaça de pàrquing. A 37 habitatges hi havia un automòbil i a 27 n'hi havia dos o més.

### Piràmide de població
La piràmide de població per edats i sexe el 2009 era:
| Homes | Edats   | Dones |
| ----- | ------- | ----- |
| 0     | 95 o +  | 0     |
| 0     | 90 a 94 | 0     |
| 4     | 85 a 89 | 4     |
| 0     | 80 a 84 | 4     |
| 4     | 75 a 79 | 8     |
| 0     | 70 a 74 | 0     |
| 8     | 65 a 69 | 4     |
| 4     | 60 a 64 | 4     |
| 0     | 55 a 59 | 0     |
| 12    | 50 a 54 | 4     |
| 12    | 45 a 49 | 4     |
| 12    | 40 a 44 | 20    |
| 4     | 35 a 39 | 4     |
| 8     | 30 a 34 | 4     |
| 0     | 25 a 29 | 4     |
| 4     | 20 a 24 | 4     |
| 8     | 15 a 19 | 12    |
| 20    | 10 a 14 | 20    |
| 0     | 5 a 9   | 8     |
| 4     | 0 a 4   | 8     |

## Economia
El 2007 la població en edat de treballar era de 124 persones, 88 eren actives i 36 eren inactives. De les 88 persones actives 78 estaven ocupades (51 homes i 27 dones) i 9 estaven aturades (4 homes i 5 dones). De les 36 persones inactives 17 estaven jubilades, 5 estaven estudiant i 14 estaven classificades com a «altres inactius».

### Ingressos
El 2009 a Mélecey hi havia 66 unitats fiscals que integraven 155 persones, la mediana anual d'ingressos fiscals per persona era de 15.523 €.

### Activitats econòmiques
Dels 3 establiments que hi havia el 2007, 1 era d'una empresa de construcció, 1 d'una empresa de transport i 1 d'una empresa d'hostatgeria i restauració.
L'únic servei als particulars que hi havia el 2009 era un restaurant.
L'any 2000 a Mélecey hi havia 10 explotacions agrícoles que ocupaven un total de 498 hectàrees.

## Poblacions més properes
El següent diagrama mostra les poblacions més properes.